# 若洛博克 (北頓涅茨克區)
48°42′46″N 38°41′58″E / 48.71278°N 38.69944°E
若洛博克（烏克蘭語：Жолобок）是位於烏克蘭東部的村莊，由盧甘斯克州北顿涅茨克区的希爾斯凱市鎮負責管轄。該村始建於1867年，面積0.15平方公里，海拔高度179米，2001年人口153，人口密度每平方公里1,020人。